# 平野ノラ
平野 ノラ（ひらの のら、1978年10月20日 - ）は、日本の女性お笑いタレント。ワタナベエンターテインメント所属。東京都葛飾区出身。本名は平野 千秋（ひらの ちあき）。

## 来歴

### 芸人デビュー前
小学3年生の時に、ママさんバレーをしていた母親の影響でバレーボールを始め、東京都葛飾区のチーム『東金町ビーバーズ』に選手として所属。（5年時には全国優勝も経験。）以後も選手を続け、中学校もバレーボールの強豪校・葛飾区立金町中学校へ、高校もバレーボール推薦で修徳高校に進学。チームで中・高9年間キャプテンを務め、関東大会で2位になった他、全国大会と東京新聞杯で優勝を経験。この時に涙を流す平野の姿がアップでテレビに映ったことがある。「今芸人としてやっていく上で大切な精神力が、厳しい練習環境で揉まれていくうちに培われた」とも言う。
子供の頃から目立ちたがりで独りよがりな性格であった。『天才・たけしの元気が出るテレビ!!』（日本テレビ系）で観た高田純次のファンである。また、『アニー』を観てミュージカルにも傾倒し、学校の文化祭で自ら脚本・主演で『アニー』を上演したことがあった。
高校卒業後はミュージカル女優を目指し、ダンスの学校に通っていたこともあった。友人が主宰する劇団の公演に出演することがあり稽古の時にセリフの掛け合いで、面白さを狙って自分なりにアレンジして演じたところ「台本どおりにやれ」と怒られる。この時に「集団でやるのは私には向いてない。自分は笑いを求めているし、笑いを取るのが一番嬉しい。」と感じてお笑いを始めるきっかけになったという。
その後、最初はコンビを結成する目的で、渋谷の『シアターD』で観たライブをきっかけに親しくなったオキシジェンに相談しつつ、雑誌で募集をかけたり、公園のストリートライブなど様々な場所で相方を探したが結局見つからなかった。一人でやって行くことを決めワタナベエンターテインメント開催のライブ『STEP! STEP! STEP!』のオーディションを受けに行くも本人曰く「全くウケず、才能がないし無理だな。」と思い、お笑いから退いて一時OLとして勤務することになった。他にもフリーター、ラーメン店の仕事も経験していた。この時は「負けたから去る」というバレーボールをしていた小学生時代に培われた男気質で頑固な考えから、簡単に「またお笑いに戻ろう」という考えにはなれなかったと言う。一方で売れている芸人の苦節や下積みを知っていたらその考えは違っていたのかも知れない、とも話している。
しばらく社会人として普通に暮らしていたが、目標などやりたいことがなくなっていき、人生に挫折を感じるようになったという。かつてネタ見せの時に「芸人に向いていない」と激しくダメ出しされてお笑いの道を諦めたトラウマから、2000年代のお笑いネタ番組ブームの時にも、『エンタの神様』（日本テレビ）などでそのブームを直視することが出来なかった。そんな中、ひたすら絵を描く日々を送るようになり、そのうち膨大な数の作品が出来、小さな個展も開いた。
また短期契約で不動産の仕事をしていたこともあり、宅地建物取引主任者（現：宅地建物取引士）の資格を取得した。不動産会社に勤めていた父は、かつて仕事と遊びを思う存分やり、土地転がしをする生活をしており、これは、現在の平野の芸風と決して無関係ではない。

### デビュー後
芸人デビュー直前の当時、家族にも紹介した婚約者がおり結婚寸前までいったが、お笑いを諦めきれず、その婚約者のプロポーズを断ってまで再度芸人の道を目指した。31歳でワタナベコメディスクールに13期生として2010年10月に入学。高校生の時に相方として誘った人と一緒に入学した（しかし、相方はわずか一か月で退学）。2011年9月卒業。同スクール在学中の2010年12月にデビュー。最初は本名で活動していたが、デビュー1年目の途中で自ら現在の芸名に改名。「野良猫のように一人でも芸能界を渡って行けるように」という意味で、ノラと名付けた（イプセンの戯曲『人形の家』の主人公ノラからとったと語ったこともある）。
かつてはオネエ系の相方・ババチャン（現在はミュージシャンとして活動）との男女コンビ『ババノラ』で活動していた時期もあり、この時平野は“猛獣使い”的な役を演じていた。ババノラは、相方が「人に笑われたくない」と言い出したことがきっかけで解散した。なお、これ以外にももう1組コンビ歴がある。ちょうどこの頃、前述の劇作家イプセンの「この世で一番強い人間とは、孤独で、ただ一人で立つ者なのだ」という名言を思い出し、ピン芸人としてやっていくことを決める。またこの他にも、挫折したりうまく行かないことが続いたりしていた時の節目に、ビートたけしの名言や高橋尚子の持つ座右の銘に支えられていたことがあった。
PON!（日本テレビ）に出演した際、緊張していたこともあり、また同局アナウンサーの安藤翔との掛け合いがうまくいかず、まったくうけなかった。マネージャーからは「やってしまったね」と言われ、「日テレ出禁になると思った」と語っている。
かつてはやしろ優、加藤誉子とのトークとネタのライブ『女寿司 特上○人前!』（○には回を記載、第1回（1人前）の開催は2014年2月11日）を行っていた後、現在まで中野Vスタジオにて毎月第2火曜日に単独ライブ『バブリーワケあり物件○号室』（○には回を記載）毎月1回開催している。企画・構成を平野が全てやるこのライブはチケットがすぐ完売することもあった。
10回目には場所を表参道GROUNDに移し開催する。著名人のファンも多く、女優の菊地凛子や俳優の染谷将太、倉持明日香、Kダブシャインなどが平野のライブに足を運んでいる。
過去の出演番組の中では、女優の竹内結子や歌手のaikoなどが「今会いたい人」として番組内に平野をゲストに呼び共演を叶えている。
他にもオードリーの若林正恭は平野の初単独となるDVD「バブルはそこまで来ているゾ!」を絶賛し毎日観ているとラジオで公言している。後にオードリーの特番やラジオオールナイトニッポンなどで共演をしている。
また、韓国の男性グループEXOのメンバー カイが、EXOコンサートツアー「The EXO'rDIUM」福岡公演で平野のモノマネを披露、九州朝日放送の情報番組『アサデス。』出演時にも「バブル歌手カイです」と言い首を大きく振るモノマネをした。AbemaTV『EXO Coming』でEXOと平野が共演した際はカイと一緒にコラボネタを披露した。
2016年5月11日、「OK!バブリー!! feat.バブリー美奈子」でシングルデビューした。プロデュースはふかわりょうが担当している。
2016年7月、自分が出演した番組がたまたま6日連続放送となったことで、これがその後のメジャー感を印象させるきっかけとなったともされている。平野もこの現象を「ノラウィーク」と呼んでいる。とんねるずのみなさんのおかげでしたのネタ披露コーナーであり合格者がほとんど出ないことで有名なお笑いイミグレーションでは、合格を意味する入国許可を平野にとんねるずが与え、話題となった。
2017年12月25日放送の『有吉ゼミ』（日本テレビ）で結婚を発表。
2018年4月24日、テレビ朝日の番組『183村秘境旅〜こんな田舎がアルか否か!?〜』（6月10日放送）のロケで訪れていた宮崎県で撮影中に尾てい骨を骨折し全治1か月と診断される。テレビ朝日は5月29日の定例社長会見において、「安全の配慮が十分でなかった」として陳謝した。
2019年5月7日、トレードマークだった長い髪をバッサリ切った姿をインスタグラムに投稿。
2020年、42歳で第1子を妊娠。2021年3月2日、第1子女児を出産。5月10日、仕事復帰。

## 人物
趣味は絵画、スポーツ、格闘ゲーム。特技はバレーボール、物真似、ダンス（1980年代のダンス、マイケル・ジャクソンダンス）、本田美奈子の『1986年のマリリン』のライブバージョンを完全コピーすること物真似はデヴィ夫人、マイケル・ジャクソン、ベラ（「妖怪人間ベム」の登場人物）などがレパートリーにある。Superflyのヴォーカル（越智志帆）に似ていると言われたことで「スーパーノンフライ」というキャラクターや、女スナイパー、女子ボウラーのキャラをやっていたこともあった。
元バレーボール選手の経歴を買われて日本代表が出場する国際大会・2017年ワールドグランドチャンピオンズカップ（日本テレビ）の応援サポーターに任命され、その中継の際には自ら試合中のプレーを解説・指摘することもあった。2022年5月30日には日本バレーボール協会の2026年までの評議員に選任されたことが発表された。
好きな俳優は舘ひろし、好きな野球選手はランディ・バース、ウォーレン・クロマティ。他、好きなスポーツ選手はジャンボ尾崎。
父親はかつて不動産関係の仕事をしており、現在はカラオケ居酒屋を経営している。バブル時代に小学生だった平野自身から見て「飲みのお金に1回100万円使ったりバブリーな人だった」とのこと。母親は居酒屋の隣でたこ焼き店を経営。2017年10月に放送されたバラエティー番組『踊る!さんま御殿!!』（日テレ系）で、おそろいの真っ赤なバブリースーツを着た母親と共演するなど、家族の仲が良い。
自身も小学生の時にファンレターを書いて送った経験があったことから、寄せられたファンレターには全て、自筆で返事を書いて返送している。

## 芸風
衣装は1980年代のバブル時代に流行していた大きめの肩パッド付きスーツ、髪型はロングソバージュ（自分で三つ編みした髪をほどいてソバージュにしている）、メイクは直線的で太い眉と強い色味の口紅、という出で立ち。1985年に発売されたポータブルタイプの携帯電話「ショルダーホン」（ダイソーで買ったという材料で手作りしたもの）を提げて登場する。このキャラが生まれたのは2013年の年末頃だった。バブルネタの前は、髪の毛を前後左右に振り乱しながら、バブル時代のあるあるネタを繰り出したり、バイクヘルメットを使って「男の落とし方」を披露したりするなどのネタを演じていた（テレビ初出演の際に披露したものがこのヘルメットをかぶってのネタだったとのこと。本人曰く「首がもげそうなネタ」）が、ネタを観ていた人から「古い、バブル時代の“かほり”がする」と言われたことと、父が不動産関係の仕事をしていた（平野本人曰く“土地転がし”）ことから、バブルって何だろうと思い始めたことからバブルキャラを始めたという。このネタを始めたきっかけは、バイクヘルメットを使ったネタを事務所の先輩のふかわりょうに見せた時に、ふかわに「方向性は合っているから、このキャラクターに真摯に向き合おう」との勧めの助言と後押しを受けたことだった。ふかわには「キャラの精神状態が面白さを左右する」との助言も受けている。
ネタを作るに当たっては、バブル時代当時平野本人はまだ小学生だったという世代的な事情から、バブル時代関連の本と自身のわずかな記憶を頼りに、『あぶない刑事』や柴門ふみの作品、ホイチョイ・プロダクションズの作品、1980年代の曲の歌詞などを参考にしている。「OK、バブリー!」「ぶっとびー!」「おったまげ!」（ショルダーホンの受話器を取って）「しもしも〜?」などの決め台詞、「ワンレン・ボディコン・舘ひろし」などの定番の台詞がある。また、五十音の一文字を言われたらバブル時代らしい言葉で返すという「OK50音バブリー!」と称したネタもあり、このネタは自分のブログの中でも頻繁に披露している。他に、五十音の一文字を言われたら、デヴィ夫人が言いそうな言葉で返すというネタ、「バブリーしりとり」（DVD『アンタッチャブル柴田の「ワロタwwww」～超絶おもしろいのに全く知られてない芸人たち～』収録）などのネタがある。風の谷のナウシカの音楽「ナウシカ・レクイエム」と掛け合わせた「ランランララ、ランディ・バース」というネタは、今の夫との会話の中から出来た。「バブル時代を再現するというわけではなく、あの時代をいじりたいので、それからちょっとずれてても、自分が面白いと思ったことを優先してネタを作っている。バブルを直に体験していたらこのネタは出来なかった」という。
バブルネタで出演する時、荻野目洋子の曲「ダンシング・ヒーロー (Eat You Up)」を出囃子（登場曲）にして登場することがある。平野本人も、この曲が好きという所がある。
当初は母のバブル時代の衣装を着ていたが、その後、衣装や携帯電話などの小道具はすべて手作りのものを使うようになった。

## 出演

### テレビ
- しか〜も!!（2012年1月15日、日本テレビ）
- 森田一義アワー 笑っていいとも!（2012年12月13日、フジテレビ） - 『エアーパフォーマンス王決定戦』コーナー出演
- ナカイの窓（2014年6月25日・7月2日・8月6日、日本テレビ）
- スッキリ!!（2014年8月14日、日本テレビ）- 『エンタメまるごとクイズッス・芸人夏祭り』コーナー出演
- PON!（2014年8月15日・8月20日・2015年5月27日・7月31日・10月28日、日本テレビ）- 『どんよりどんびき 天カメ一武道会』コーナーなどに出演
- それゆけ!ゲームパンサー!（2014年9月18日・2015年1月9日、日本テレビ）
- 前略、大徳さん（2014年9月28日、中京テレビ）
- お願い!モーニング（2014年10月1日、テレビ朝日） - 『15秒で目が覚める一発ギャグランキング』コーナー初出演。以後不定期出演
- くりぃむナンチャラ（2014年10月17日、テレビ朝日）
- ものまねグランプリ（日本テレビ）
  - 「ザ・トーナメント」（2014年12月16日） - 『ものまねショートSHOW』出演、「50音のうちのどれを言われてもバブルのような言葉で返す工藤静香」を演じる[53][54]。
- あけるなキケン（2014年12月28日・2015年1月12日・3月29日・9月21日、TBSテレビ）
- ウンナン極限ネタバトル! ザ・イロモネア 笑わせたら100万円 第一次予選会（2015年1月1日、TBSテレビ）
- ニッチでグッジョブ（2015年1月17日、フジテレビ）
- あけまくり（2015年1月25日、CBCテレビ）
- 芸人報道（2015年3月、日本テレビ）- 第4回・第5回・第6回『すぐ言う王座決定戦』出演
- お願い!ランキング（2015年3月25日、テレビ朝日）
- 〜アナタの日常に“笑い”をお届け!〜デリ芸（関西テレビ）
- 絶対!知るべきすちゃん（2015年5月17日、テレビ東京）
- うぷ村（2015年7月8日、TBSテレビ）
- 今夜もドル箱V（2015年7月21日、テレビ東京）
- マサカメTV（2015年8月8日、NHK総合テレビジョン）
- はやドキ!（2015年9月3日、TBSテレビ）
- とんぱちオードリー（2015年9月29日、フジテレビ）
- ぐるぐるナインティナイン（2015年10月15日、日本テレビ）
- プレミアの巣窟（2015年9月21日・10月27日・11月3日・2016年1月12日、フジテレビ）
- こそこそチャップリン → じわじわチャップリン（2016年1月9日 - 、テレビ東京）
  - そこそこチャップリン（2016年4月3日、テレビ東京）
- 櫻井有吉アブナイ夜会（2016年1月28日、TBSテレビ）
- 天才バカボン〜家族の絆（2016年3月11日、日本テレビ） - 喫茶店のカウンターの客 役（持ちネタそのままのようなバブル女キャラで出演）
- 超ハマる!爆笑キャラパレード（フジテレビ）
- 女芸人! 春の決起集会2016（2016年5月2日、日本テレビ）
- 本能Z（2016年9月10日、CBCテレビ）
- オールスター感謝祭'16秋（2016年10月8日、TBSテレビ）
- SMAP×SMAP（2016年10月24日、関西テレビ・フジテレビ）
- メレンゲの気持ち（2016年10月29日、日本テレビ）
- 中居正広の金曜日のスマイルたちへ（2016年12月9日、TBSテレビ）
- サンデージャポン（TBSテレビ） - 「サンジャポファミリー」として不定期出演
- いきなり!超過酷伝説。（2016年12月18日、テレビ朝日） - 『1週間ティラミスだけを食べて生活』
- 有吉の壁（2016年12月24日・2017年6月24日・12月29日・2018年9月23日・2019年1月2日・10月2日・2020年4月15日・5月6日・6月10日・7月15日・22日・8月5日、日本テレビ）
- 第67回NHK紅白歌合戦（2016年12月31日、NHK総合）
- 林先生が驚く初耳学! コーナー 平野ノラの「おったまげ」初耳学!（毎日放送、2017年4月23日よりレギュラーコーナー化）
- 2017年ワールドグランドチャンピオンズカップ（日本テレビ） - 応援サポーター
- ガンバナ 頑張るキミに花束を!（2019年4月5日、福岡放送）
- 今夜くらべてみました（2020年2月12日・4月22日、日本テレビ）
- なりゆき街道旅（フジテレビ）- 準レギュラー
- まるごと金曜コーナー「おったまげ～調査隊！」（静岡第一テレビ） - レギュラー
- スイッチ！（東海テレビ） - 火曜レギュラー
- 第21回ふるさと自慢わがまちCM大賞（2022年12月30日、青森朝日放送） - ゲストMC

### 映画
- あなたの息子ひき出します!（公開日未定）[55]

### CM・広告
- キリン「キリン淡麗」『淡麗バブリ〜キャンペーン』（2017年4月11日 - ）[56]
- 秀光ビルド（2017年）
- ミクシィ「映画ドラえもん×モンスターストライク」（2018年）[57]
- ワコール「シンクロブラ」イメージモデル　（2018年）[58]
- NTTドコモ「ウェルカム スマホ割」（2019年）細川たかしと共演
- アサヒ飲料「三ツ矢レモネード」（2019年）広瀬すずと共演
- キスミーフェルム「アイブロウマスカラ」（2022年）[59]
- サントリー「ザ・プレミアム・モルツ」（2024年）[60]

### その他
DVD
- アンタッチャブル柴田の「ワロタwwww」〜超絶おもしろいのに全く知られてない芸人たち〜（アニプレックス、2014年12月24日発売）

## ディスコグラフィー

### シングル
- OK!バブリー!! feat.バブリー美奈子（2016年5月11日、SPACE SHOWER MUSIC） [29]

### DVD
- バブルは、そこまで来ているゾ!（アニプレックス、2015年5月27日発売）- 初単独DVD